# Office des cités africaines
L’Office des Cités Africaines (O.C.A.) rassemble tous les bureaux des « Cités indigènes » en un seul organisme de planification. Elle intervient au Congo entre 1952 et 1960. À la suite de l’industrialisation du pays, la population ne cesse de croître, engendrant des problèmes de logement. La mission de l’Office des Cités Africaines englobe l’urbanisme, l’infrastructure et l’architecture. Ils interviennent à Léopoldville, Stanleyville, Bukavu, Elisabethville, Usumbura.
Pierre Humblet en est le directeur de 1950 à 1955, dont le siège se situe à Léopoldville (aujourd'hui Kinshasa). 
Ils maîtrisent le plan, la structure et l’aspect, de manière à être en cohérence avec la vie africaine tout en leur apportant les techniques modernes. L'Office des Cités Africaine y édifie de nombreux logements, des écoles, des maisons communales, des églises et chapelles, des foyers sociaux, des dispensaires, un hôpital universitaire, une maternité, des postes de police-incendie, des bâtiments P.T.T., des tribunaux, des marchés couverts, etc. Ils règlent également les voiries de circulations automobiles, piétonnes, cyclistes, les parcs de stationnement, les réseaux d’égouts, etc.  
En 1965, l’Office des Cités Africaines est renommé en Office National du Logement (O.N.L.).  